# Prakṛti
Prakṛti (također Prakriti/Prakruti; sanskrt प्रकृति = „priroda”) ključni je koncept u hinduizmu. Ta riječ se može prevesti jednostavno kao priroda, a označava „tijelo”, „tvar”, „sve što se može iskusiti” te predstavlja suprotnost Purushi („svijest/svjesnost”). Koncept Prakṛti potječe iz doba Veda te je o njemu raspravljao Yāska.
Purusha i Prakṛti su često predstavljeni kao suprotnosti u spolu — Purusha je muški aspekt, a Prakṛti ženski. U hinduističkoj mitologiji, Prakṛti je katkad personificirana ženom te je sama riječ ženskog roda u indijskim jezicima izvedenim iz sanskrta. Neke tradicije smatraju Prakṛti personificiranom voljom i energijom Brahmana (apsolutna stvarnost). Sekta šaktizam naučava da je Prakṛti Velika božica – Devi.
Prakṛti se pojavljuje i u džainizmu, u „teoriji karme”.